# Henia devia
Henia devia är en mångfotingart som beskrevs av Koch 1847. Henia devia ingår i släktet Henia och familjen Dignathodontidae. Inga underarter finns listade i Catalogue of Life.